# 佩內拉
40°2′N 8°23′W / 40.033°N 8.383°W
佩內拉（葡萄牙語：Penela，葡萄牙語發音：[peˈnɛlɐ]），是葡萄牙的城鎮，位於該國中部，由科英布拉區負責管轄，始建於1137年，面積132.49平方公里，2011年人口5,983，該城鎮人口密度每平方公里132.49人。